# Pokrvenik (Resen)
Pokrvenik (en macédonien Покрвеник) est un village du sud-est de la Macédoine du Nord, situé dans la municipalité de Resen.

## Démographie
Lors du recensement de 2002, le village comptait 65 habitants.